# キーパー・コンパニオン
『キーパー・コンパニオン』（原題：英: The Keeper's Companion）は、スウェーデンの小説家ヨン・アイヴィデ・リンドクヴィストが2017年に発表した短編ホラー小説。クトゥルフ神話の一つ。
ハンス＝オーケ・リリヤがスティーヴン・キングをリスペクトしたアンソロジー『闇のシャイニング リリヤの恐怖図書館』のために書き下ろされた。企画者リリヤと作者ヨンは共にスウェーデン在住であり、当作品はスウェーデン語で書かれ、英訳された。英訳はマルリーヌ・デラルギー。邦訳は友成純一。
TRPGクトゥルフの呼び声を題材としたコズミック・ホラー。ゲームで呪文を唱えたら怪物を呼び出してしまうという、虚実が交錯する短編となっている。

## あらすじ
アルバートは12歳のときTRPG<ダンジョンズ&ドラゴンズ>を始め、己の才能を自覚する。続いて14歳のときに<クトゥルフの呼び声>を知り、衝撃を受ける。アルバートはキーパーを務め、またオリジナルのストックホルムを舞台とするアドベンチャーを作る。
アルバートはオズワルドを軽視し、のけ者にしていたが、打算あって仲間に入れてみる。するとオズワルドが知識豊富で模範的なプレイヤーだったことが明らかとなるが、当のアルバートは自分の権威が犯されたようで面白くない。ゲーム中、呪文を唱えたところ、アルバートは何かの気配を感じ取る。アルバートの気分が悪いということで、プレイは中断となる。そいつはアルバート以外の誰にも見えず、何日経ってもただただ付きまとってくる。アルバートは、自分が狂ったのか、それとも真にクリーチャーを召喚してしまったのか、混乱する。

## 登場人物
- アルバート - 主人公。頭脳明晰な15歳の少年。母は有名な絵本作家、父は教師。「生まれながらのゲーム・マスター」。
- トーレ、ヴィル、ライヌス - 友人たち。
- オズワルド - 体型や体臭をからかわれ、いじめられている少年。能力は高く、すべてがトップ。小説に詳しいがゲームには無知。
- フェリックス - 筋肉バカ。
- オリビア - クラスで2番目にホットな女の子。
- 異界のバンパイア - ロバート・ブロックの『星から訪れたもの』に登場する魔物。スティーヴン・キングも使用する。
- 妖蛆の秘密 - アルバートが作ったシナリオのキーアイテム。

## 収録
- 扶桑社海外文庫『闇のシャイニング リリヤの恐怖図書館』（2020）、友成純一訳